# Трабзон (еялет)
41°00′00″ пн. ш. 39°44′00″ сх. д. / 41° пн. ш. 39.733333333333° сх. д.
Еялет Трабзон (осман. ایالت ادرنه) — адміністративно-територіальна одиниця Османської імперії. Існував у 1598—1867 роках з площею 27.210 км². Утворився з частини еялету Ерзурум. У 1867 році перетворено на Трабзонський вілайєт. Сучасна територія північно-східної Туреччини та південної Грузії.

## Історія
У 1461 році османськими військами було захоплено Трапезундську імперію та перетворено на спеціальний санджак під орудою султана. Ним керували або спеціальні уповноважені або шахзаде. Так, майбутній султан Селім I за часів свого батька Баязида II був санджакбеєм Трабзона. Втім, ця територія зберегла внутрішню структуру.
1533 року її було долучено до Ерзурумського еялету. Разом з тим тривалий час османи не втручалися у внутрішню організацію колишньої держави. У 1547 році було приєднано область навколо Батумі, а 1580 року — Поті. У 1598 році створено Трабзонський еялет. Відтоді починається процес ісламізації понтійських греків, що загалом завершився до середини XVIII ст. Протягом XVII ст. Трабзон і узбережжя еялету декілька разів ставали об'єктами нападів запорозьких козаків, які захоплювали й грабували місто.
У 1620 році Трабзонський еялет слугував базою у боротьбі з повсталими грузинськими правителями та заколотом ерзурумського Абази-паши, який фактично став самостійним (до 1628 року). У 1770 році трабзонський пашалик фактично виокремився від Османської імперії. Проте вже до 1772 року його вдалося номінально повернути під владу султана. З цього часу владу перебрав рід деребеїв Каніклізаде.
У 1829 році за Адріанопольським договором Османська імперія втратила землі на Кавказі, внаслідок чого еялет втратив частину території. У 1845 році після розформування Чилдирського еялету, до складу еялету Трабзон увійшла прибережна частина еялету Чилдир. У 1867 році в рамках загальної адміністративно-територіальної реформи еялет перетворено на вілайєт Трабзон.

## Структура
У XVII ст. складався з 6 санджаків:Трабзон, Гюмюшхане, Самсун, Віце, Гоніо, Батумі. У XIX ст. — з 3 санджаків: Трабзон, Гіресун, Лазістан. Кордони починалися від Поті (на півночі) й до південних схил Понтійських гір і Самсуна.
Тут також впроваджено тімарну систему. В часи піднесення існувало 498 тімарів та 56 зеаметів. Від свого хаса паша отримував дохід у 500 тис. акче. Кількість сіпагіїв, що виставляв еялет, була 1750 вершників (не рахуючи слуг).

## Економіка
Вигідне розташування сприяло розвитку посередницької торгівлі: між Персією, Кавказом, Європою. У місті налічувалося 11 караван-сараїв. Тут перебували численні громади арабських, бухарських, вірменських, грецьких, перських купців. Також еялет був уславлений своїм садівництвом: в значних кількостях (в якості данини також) вирощувалися волоські горіхи, фундук, виноград, фрукти. Розвинуто було вирощування льону й коноплі.